# Nowaki (Mazovie)
Pour les articles homonymes, voir Nowaki.
Nowaki (prononciation : [nɔˈvaki]) est un village polonais de la gmina de Skórzec dans le powiat de Siedlce de la voïvodie de Mazovie dans le centre-est de la Pologne.
Il se situe à environ 3 km au sud-ouest de Skórzec (siège de la gmina), 13 km à l'ouest de Siedlce (siège du powiat) et à 76 km à l'est de Varsovie (capitale de la Pologne).

## Histoire
De 1975 à 1998, le village appartenait administrativement à la voïvodie de Siedlce.

Depuis 1999, il appartient administrativement à la voïvodie de Mazovie